# 증강 연구 센터

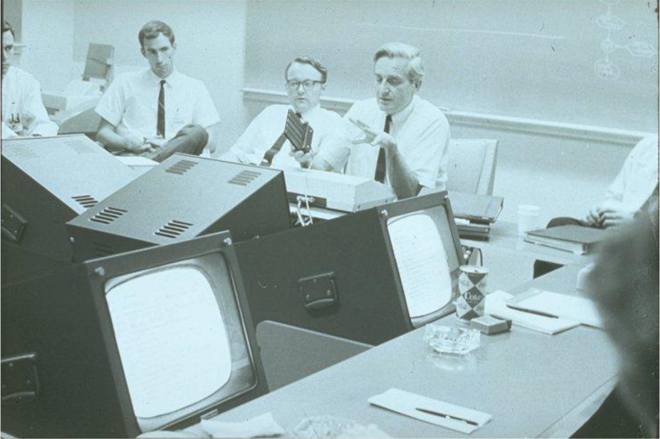
SRI 증강 연구 센터에서 프로그램 후원자와의 회의에 참석한 돈 앤드류스, 빌 잉글리시, 더그 엔젤바트

SRI 인터내셔널의 증강 연구 센터(Augmentation Research Center, ARC)는 1960년대에 전기 엔지니어인 더글러스 엥겔바트가 협업 및 정보 처리를 위한 새로운 도구와 기술을 개발하고 실험하기 위해 설립했다.
ARC에서 나온 주요 제품은 혁신적인 온라인 시스템(oN-Line System)으로, 약칭 NLS로 더 잘 알려져 있다. ARC는 또한 "컴퓨터 마우스" 포인팅 장치의 발명과 인터넷의 초기 형성에서의 역할로 유명하다.
엥겔바트는 1970년대 후반까지 근로자를 모집하고 조직을 운영하다가 프로젝트가 상용화되어 Tymshare에 매각되었고, 결국 맥도널 더글러스가 인수했다.

## 시초
더글러스 엥겔바트의 초기 아이디어 중 일부는 1959년 공군 과학 연구실(현재 로마 연구소)의 자금 지원을 받아 개발되었다. 1962년에는 프레임워크 문서가 발표되었다.
미국 국방부 방위고등연구계획국(DARPA) 정보처리기술국(IPTO)의 초대 국장인 J. C. R. 리클라이더는 1963년 초에 이 프로젝트에 자금을 지원했다. 첫 실험은 캘리포니아주 산타모니카에 있는 시스템 디밸롭먼트 코퍼레이션의 거대한 독특한 AN/FSQ-32 컴퓨터에 SRI의 디스플레이를 연결하려는 시도로 이루어졌다.